# Swedish Open 2015
Swedish Open 2015 — тенісний турнір, що проходив на кортах з ґрунтовим покриттям as part of the ATP World Tour 250 Series of the Світовий Тур ATP 2015 and as part of the International Series в рамках Туру WTA 2015. Відбувся в Бостад, Швеція, з 13 до 19 липня 2015 року for the women's tournament, and з 20 до 26 липня 2015 року for the men's tournament. It was також відомий під назвою SkiStar Swedish Open 2015 for the men and the Collector Swedish Open 2015 for the women за назвою спонсора. Це був 68-й за ліком for the men and the 7th edition for the women.

## Очки і призові

### Розподіл очок
| Дисципліна                 | П   | Ф   | ПФ  | ЧФ | 1/8 | 1/16 | 1/32 | Q   | Q2  | Q1  |
| Одиночний розряд, чоловіки | 500 | 300 | 180 | 90 | 45  | 20   | 0    | 10  | 4   | 0   |
| Парний розряд, чоловіки    | 500 | 300 | 180 | 90 | Н/Д | Н/Д  | 0    | 10  | Н/Д | 0   |
| Одиночний розряд, жінки    | 280 | 180 | 110 | 60 | 30  | 1    | Н/Д  | 18  | 12  | 1   |
| Парний розряд, жінки       | 280 | 180 | 110 | 60 | 1   | Н/Д  | Н/Д  | Н/Д | Н/Д | Н/Д |

### Розподіл призових грошей
| Дисципліна                 | П       | Ф       | ПФ      | ЧФ     | 1/8    | 1/16   | 1/321 | Q2     | Q1   |
| Одиночний розряд, чоловіки |         |         |         |        |        |        |       |        |      |
| Парний розряд, чоловіки *  |         |         |         |        |        | Н/Д    | Н/Д   | Н/Д    | Н/Д  |
| Одиночний розряд, жінки    | $43,000 | $21,400 | $11,500 | $6,175 | $3,400 | $2,220 | Н/Д   | $1,020 | $600 |
| Парний розряд, жінки *     | $12,300 | $6,400  | $3,435  | $1,820 | $960   | Н/Д    | Н/Д   | Н/Д    | Н/Д  |

1 грошовий приз кваліфікантів - це, водночас і грошовий приз за вихід до 1/32 фіналу

* на пару

## Учасники чоловічих змагань

### Сіяні
| Країна    | Гравчиня          | Рейтинг1 | Сіяна |
| --------- | ----------------- | -------- | ----- |
| Бельгія   | Давід Ґоффен      | 14       | 1     |
| Іспанія   | Томмі Робредо     | 21       | 2     |
| Уругвай   | Пабло Куевас      | 27       | 3     |
| Аргентина | Хуан Монако       | 30       | 4     |
| Іспанія   | Фернандо Вердаско | 40       | 5     |
| Бразилія  | Томас Беллуччі    | 42       | 6     |
| Франція   | Жеремі Шарді      | 44       | 7     |
| Польща    | Єжи Янович        | 51       | 8     |

- 1 Рейтинг подано станом на 13 липня 2015

### Інші учасниці
Учасниці, що отримали вайлд-кард на участь в основній сітці:
- Markus Eriksson
- Крістіан Лінделл
- Еліяс Імер

Нижче наведено гравчинь, які пробились в основну сітку через стадію кваліфікації:
- Андреа Арнабольді
- Рожеріу Дутра Сілва
- Поль-Анрі Матьє
- Юліан Райстер

### Знялись з турніру
До початку турніру
- Давид Феррер → її замінила  Ернестс Гульбіс
- Гільєрмо Гарсія-Лопес → її замінила  Лука Ванні

## Учасники основної сітки в парному розряді

### Сіяні
| Країна   | Гравчиня              | Країна        | Гравчиня         | Рейтинг1 | Сіяна |
| -------- | --------------------- | ------------- | ---------------- | -------- | ----- |
| Колумбія | Хуан Себастьян Кабаль | Колумбія      | Роберт Фара      | 60       | 1     |
| Франція  | Жеремі Шарді          | Польща        | Лукаш Кубот      | 86       | 2     |
| США      | Ніколас Монро         | Нова Зеландія | Артем Сітак      | 107      | 3     |
| Швеція   | Юган Брунстрем        | Швеція        | Роберт Ліндстедт | 137      | 4     |

- Рейтинг подано станом на 13 липня 2015

### Інші учасниці
Нижче наведено пари, які отримали вайлдкард на участь в основній сітці:
- Isak Arvidsson /  Markus Eriksson
- Jonathan Mridha /  Fred Simonsson

## Учасниці

### Сіяні
| Країна    | Гравчиня          | Рейтинг1 | Сіяна |
| --------- | ----------------- | -------- | ----- |
| США       | Серена Вільямс    | 1        | 1     |
| Австралія | Саманта Стосур    | 23       | 2     |
| Чехія     | Барбора Стрицова  | 29       | 3     |
| Німеччина | Мона Бартель      | 49       | 4     |
| Німеччина | Каріна Віттгефт   | 53       | 5     |
| Чехія     | Катерина Сінякова | 67       | 6     |
| Швеція    | Юганна Ларссон    | 73       | 7     |
| Німеччина | Татьяна Марія     | 78       | 8     |

- 1 Рейтинг подано станом на 29 червня 2015

### Інші учасниці
Учасниці, що отримали вайлд-кард на участь в основній сітці:
- Софія Арвідссон
- Сусанне Селік
- Ребекка Петерсон

Нижче наведено гравчинь, які пробились в основну сітку через стадію кваліфікації:
- Алізе Лім
- Менді Мінелла
- Їсалін Бонавентюре
- Марина Заневська
- Анетт Контавейт
- Аранча Рус

### Відмовились від участі
До початку турніру
- Кая Канепі → її замінила  Ольга Говорцова
- Бетані Маттек-Сендс → її замінила  Юлія Бейгельзимер
- Крістіна Макгейл → її замінила  Рішель Гогеркамп
- Слоун Стівенс → її замінила  Грейс Мін

Під час турніру
- Серена Вільямс (травма правого ліктя)

## Учасниці в парному розряді

### Сіяні
| Країна            | Гравчиня         | Країна            | Гравчиня          | Рейтинг1 | Сіяна |
| ----------------- | ---------------- | ----------------- | ----------------- | -------- | ----- |
| Китайський Тайбей | Чжань Хаоцін     | Китайський Тайбей | Чжань Юнжань      | 62       | 1     |
| Чехія             | Барбора Стрицова | Чехія             | Рената Ворачова   | 77       | 2     |
| Люксембург        | Менді Мінелла    | Чехія             | Катерина Сінякова | 132      | 3     |
| Нідерланди        | Кікі Бертенс     | Швеція            | Юганна Ларссон    | 138      | 4     |

- 1 Рейтинг подано станом на 29 червня 2015

### Інші учасниці
Нижче наведено пари, які отримали вайлдкард на участь в основній сітці:
- Софія Арвідссон /  Сусанне Селік
- Корнелія Лістер /  Малін Ульвефельд

### Знялись з турніру
Під час турніру
- Менді Мінелла (травма поперекового відділу хребта)

## Переможниці

### Men's singles
- Бенуа Пер —  Томмі Робредо, 7–6(9–7), 6–3

### Women's singles
- Юганна Ларссон —  Мона Бартель, 6–3, 7–6(7–2)

### Men's doubles
- Жеремі Шарді /  Лукаш Кубот —  Хуан Себастьян Кабаль /  Роберт Фара, 6–7(6–8), 6–3, [10–8]

### Women's doubles
- Кікі Бертенс /  Юганна Ларссон —  Татьяна Марія /  Ольга Савчук, 7–5, 6–4